# Aféra Francop

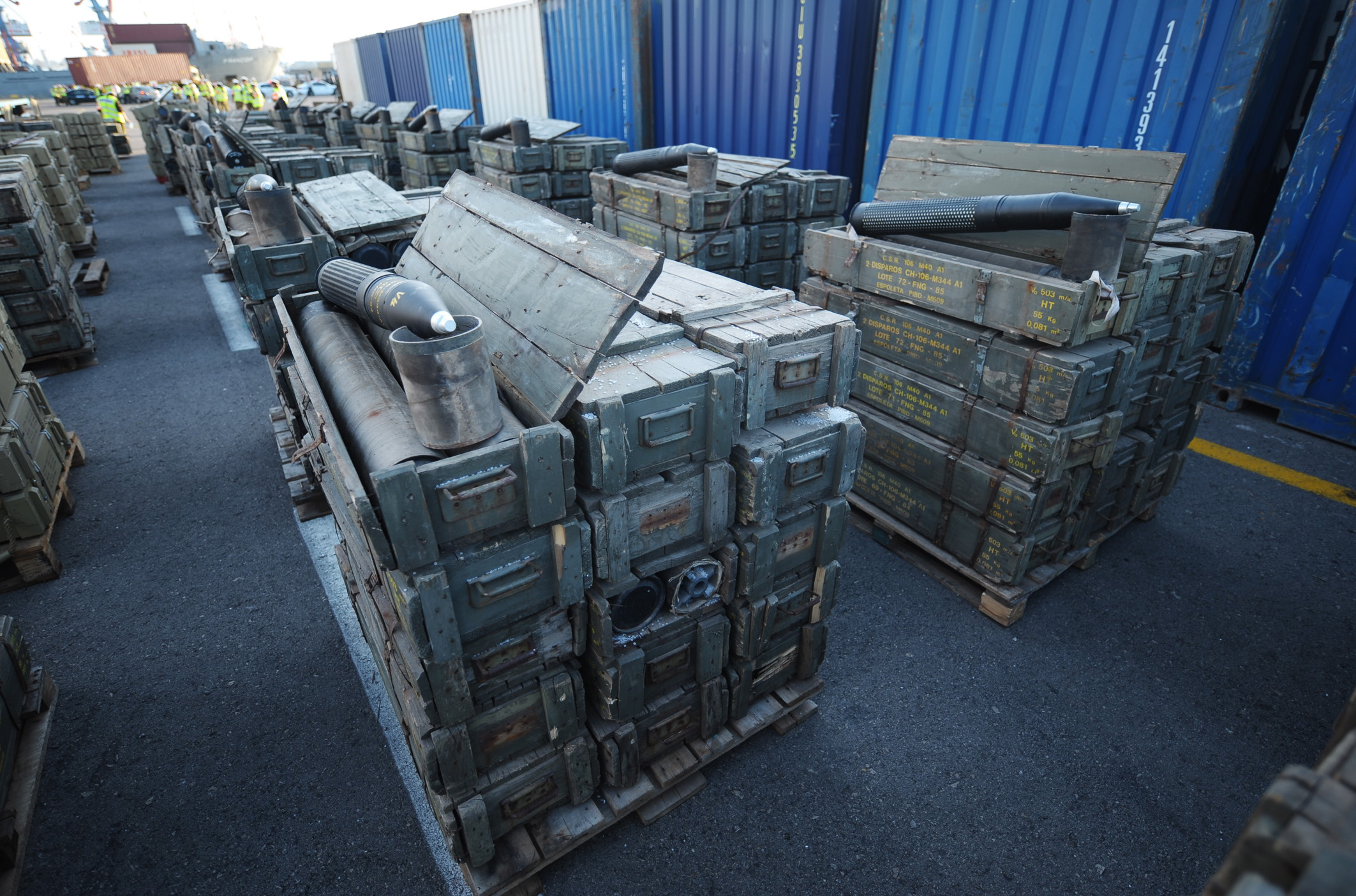
Zbraně zabavené na Francopu

Aféra Francop byl námořní incident na širém moři ze dne 4. listopadu 2009, při němž se Izraelské vojenské námořnictvo zmocnilo nákladní lodi MV Francop ve východní části Středozemního moře a zabavilo stovky tun zbraní směřujících údajně z Íránu pro Hizballáh. Incident je též známý pod vojenským názvem jako operace Čtyři druhy.

## Operace
Izraelské velení obdrželo výzvědnou informaci, že loď MV Francop přepravuje zbraně pocházející z Íránu a určené pro Hizballáh. Loď byla zadržena asi 160 km od pobřeží Izraele, poblíž Kypru.
4. listopadu 2009 byla loď vyzvána vysílačkou z izraelského raketometného člunu, aby zastavila a podrobila se prohlídce. Námořní komando Šajetet 13 pak vstoupilo na palubu bez jakéhokoli odporu. Podle sdělení námořnictva posádka nebyla do pašerácké akce zasvěcena a při prohlídce spolupracovala. Vojáci otevřeli přepravní kontejnery a objevili bedny se zbraněmi a municí, ukryté za pytli s polyetylénovým granulátem. Mluvčí Izraelských obranných sil (IOS) řekl, že na lodi byly „desítky kontejnerů s množstvím zbraní, maskované jako civilní náklad mezi stovkami dalších kontejnerů na palubě“. Vojáci pak loď eskortovali do izraelského přístavu Ašdod, kde byla podrobena důkladné prohlídce.
Podle IOS byl náklad naložen v egyptské Damietě, kam dorazil z íránského Bandar Abbasu 25. října. Loď směřovala dále do Limassolu na Kypru a Latakie v Sýrii. Podle IOS byla zásilka určena Hizballáhu, který bojoval proti Izraeli v druhé libanonské válce 2006. Po válce RB OSN v rezoluci č. 1701 zakázala posílání zbraní Hizballáhu.
Velitel izraelského námořnictva řekl, že zabavených zbraní bylo desetkrát více než při operaci Noemova archa (aféra Karine A). Zásilka zbraní vážila 320 tun a byla uložena v kontejnerech s íránským dopravním označením.
Zabavená zásilka obsahovala 9000 minometných granátů, 2125 raket typu Kaťuša ráže 107 mm, 685 raketových roznětek, 690 raket ráže 122 mm, 21 100 tříštivých ručních granátů F-1 a 566 220 nábojů do samopalu AK-47. Izraelská armáda odhadla, že zásilka představuje asi desetinu zásob Hizballáhu. Jde o největší zásilku zbraní, které Izrael kdy zabavil.
5. listopadu 2009 pozvala izraelská armáda a ministerstvo zahraniční vyslance a diplomaty ze 44 zemí, vojenské přidělence 27 armád a mezinárodní média k prohlídce zbraní a munice zabavené na lodi Francop.

## Reakce

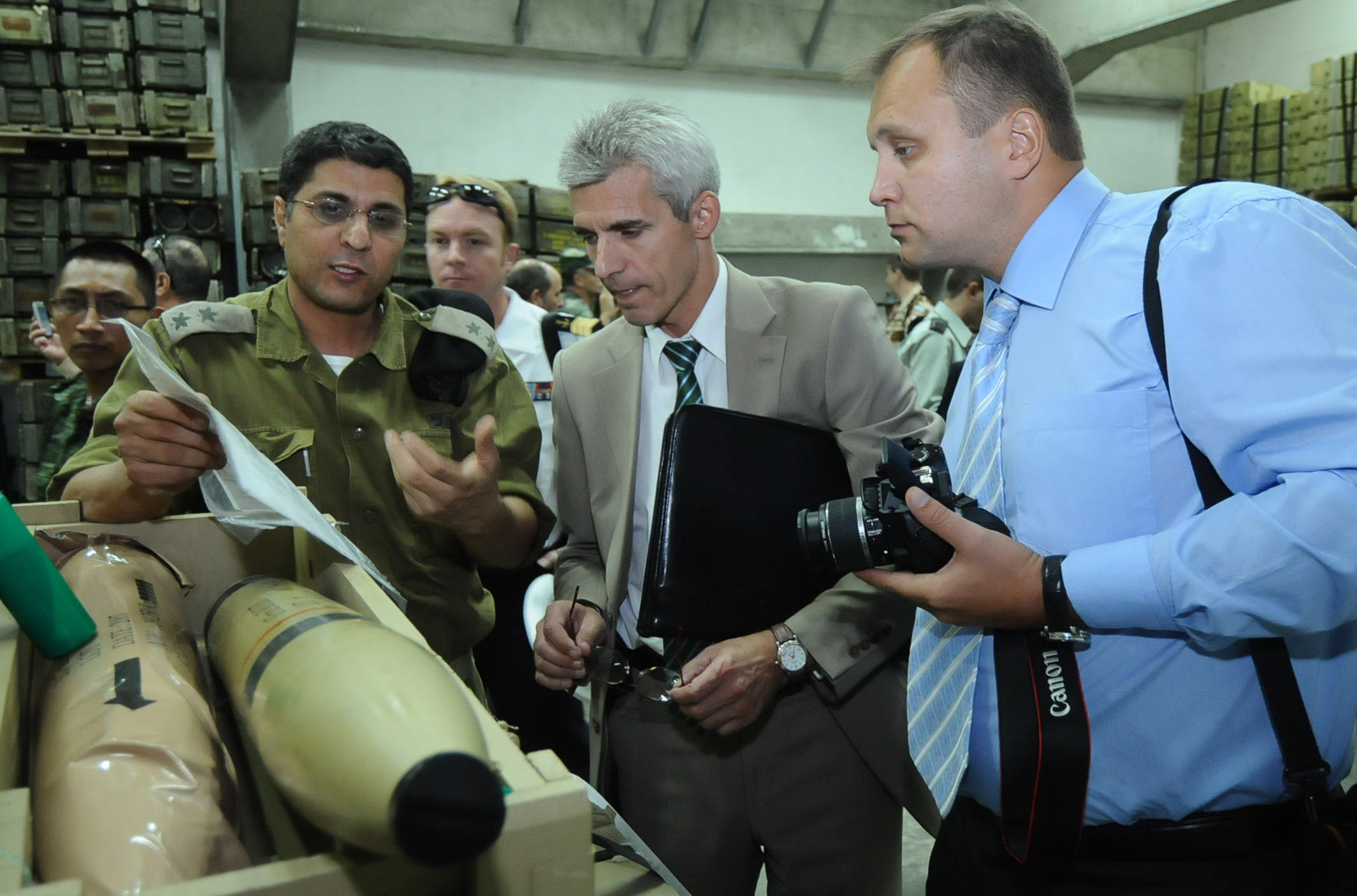
Vyslanci a vojenští přidělenci si prohlížejí zbraně zabavené na Francopu

Izraelský prezident Šimon Peres prohlásil: „Celý svět dnes vidí obrovský rozpor mezi prohlášeními Sýrie a Íránu a jejich skutečnými činy. Zadržení lodi má nejen zásadní vojenský význam, ale i význam politický. S fakty se nedá polemizovat.“ Ministerský předseda Benjamin Netanjahu to nazval „válečným zločinem, který vyžaduje svolání mimořádného zasedání Rady bezpečnosti“.
Hizballáh vydal tiskové prohlášení, ve kterém popřel „jakoukoli spojitost se zbraněmi, které prý sionistický nepřítel zabavil na palubě Francopu“. Mluvčí Palestinské samosprávy Ghassan Chatíb prohlásil, že „jelikož izraelské vedení ani společnost nechtějí mír, používají jakoukoli záminku, aby se vyhnuly mírovým závazkům, jako je tomu i v případě íránské zásilky“.
Jeden z hlavních komentářů v íránských médiích tvrdil, že „Izraelská propaganda“ měla odvrátit pozornost od údajných válečných zločinů Izraele během operace Lité olovo. Syrský ministr zahraničí Walid Muallem řekl: „Někteří oficiální piráti na moři, někdy vystupující jako námořnictvo, jindy jako inspektoři, se snaží poškodit obchodní styky mezi Sýrií a Íránem. Tato loď nevezla íránské zbraně do Sýrie a neobsahovala žádný vojenský materiál pro výrobu zbraní v Sýrii. Tato loď vezla obchodní zboží ze Sýrie do Íránu.“ Když Izrael zveřejnil fotografie nákladu, agentura IRNA prohlásila zasílací doklady od "ministerstva Sepah" za padělané s poukazem, že ministerstvo Sepah bylo přejmenováno na ministerstvo obrany již před 20 lety a že "žádná země neposílá tajné zásilky zbraní do jiné země s kompletním označením zásilky". Izraelské ministerstvo zahraničí odpovědělo, že celní nálepky 'Sepah' se vyskytovaly na některých starších bednách s municí (7.62 mm náboje, 122 mm rakety a 106 mm protitankové granáty).